# Chiesa della Santissima Trinità (Pordenone)
La chiesa della Santissima Trinità, comunemente detta della Santissima, è una chiesa di Pordenone, che risale al XVI secolo.

## Storia
La chiesa è opera del pordenonese pre' "Ippolito Morone", sacerdote vicario del duomo di san Marco, notaio e architetto; la costruzione risale al periodo 1526-1539.
La chiesa presenta un'originale pianta ottagonale, conclusa da un tetto piramidale, mentre all'interno è circolare, espressione della circolarità e dell'armonia dell'universo.

## Interno

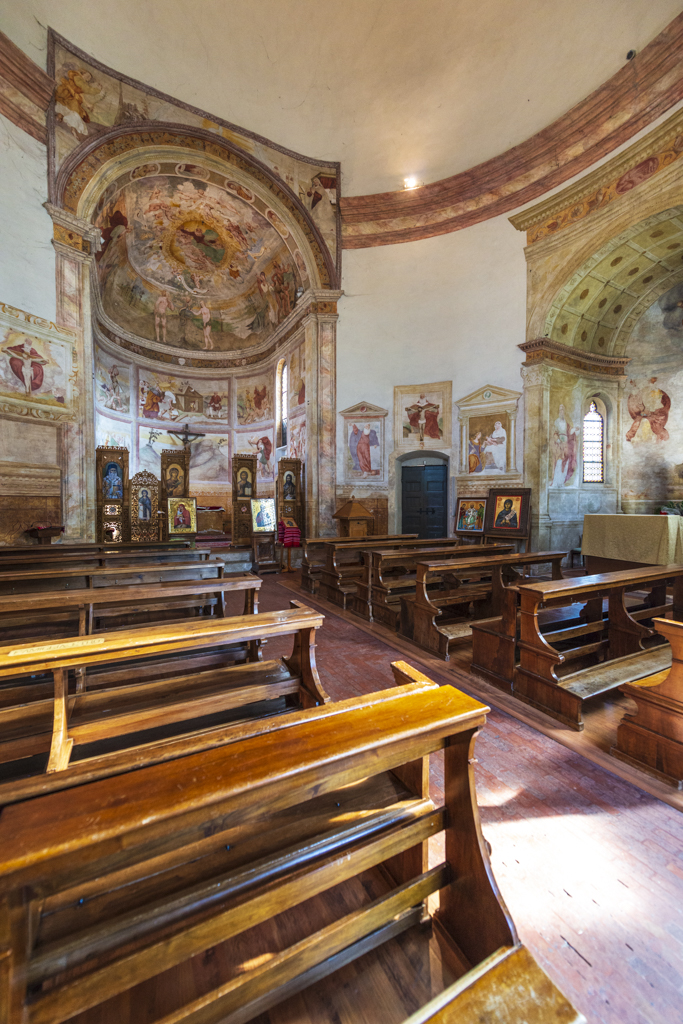
L'interno della chiesa
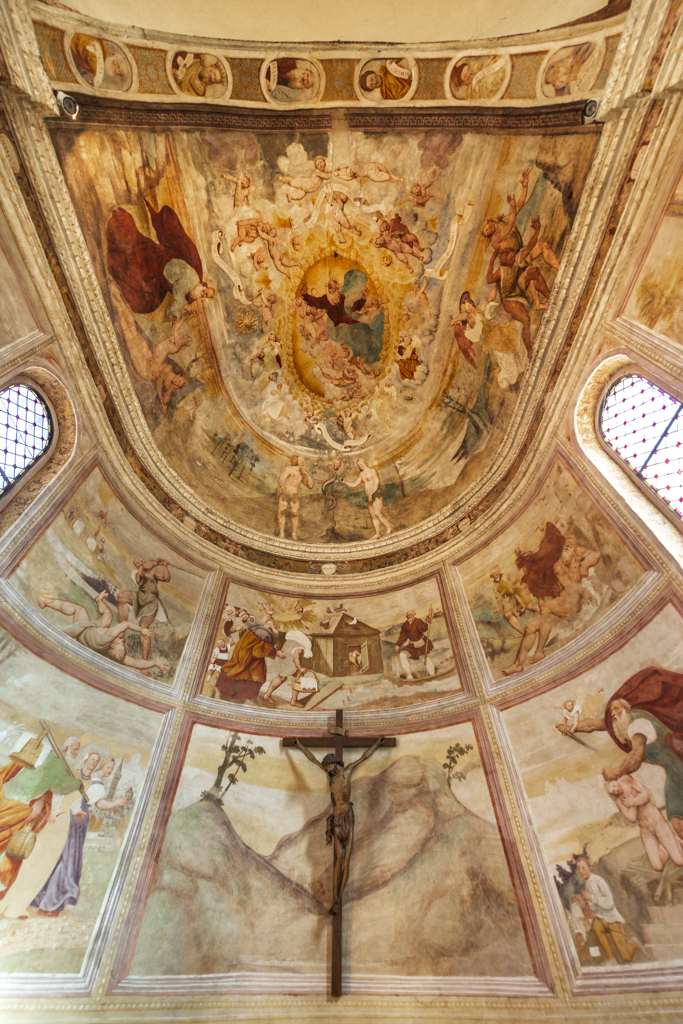
L'abside affrescato
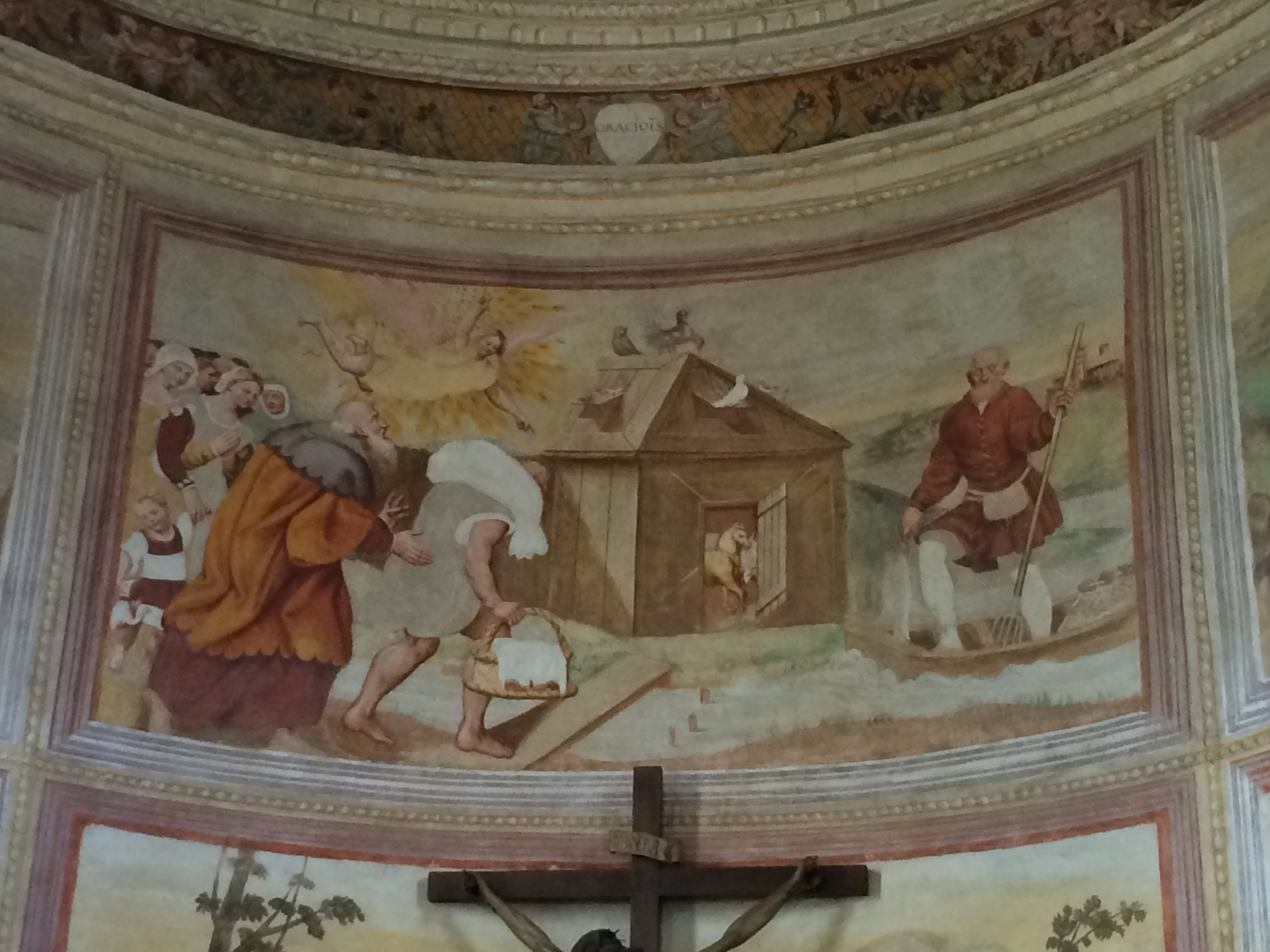
Giovanni Maria Zaffoni, Diluvio universale ed arca di Noè
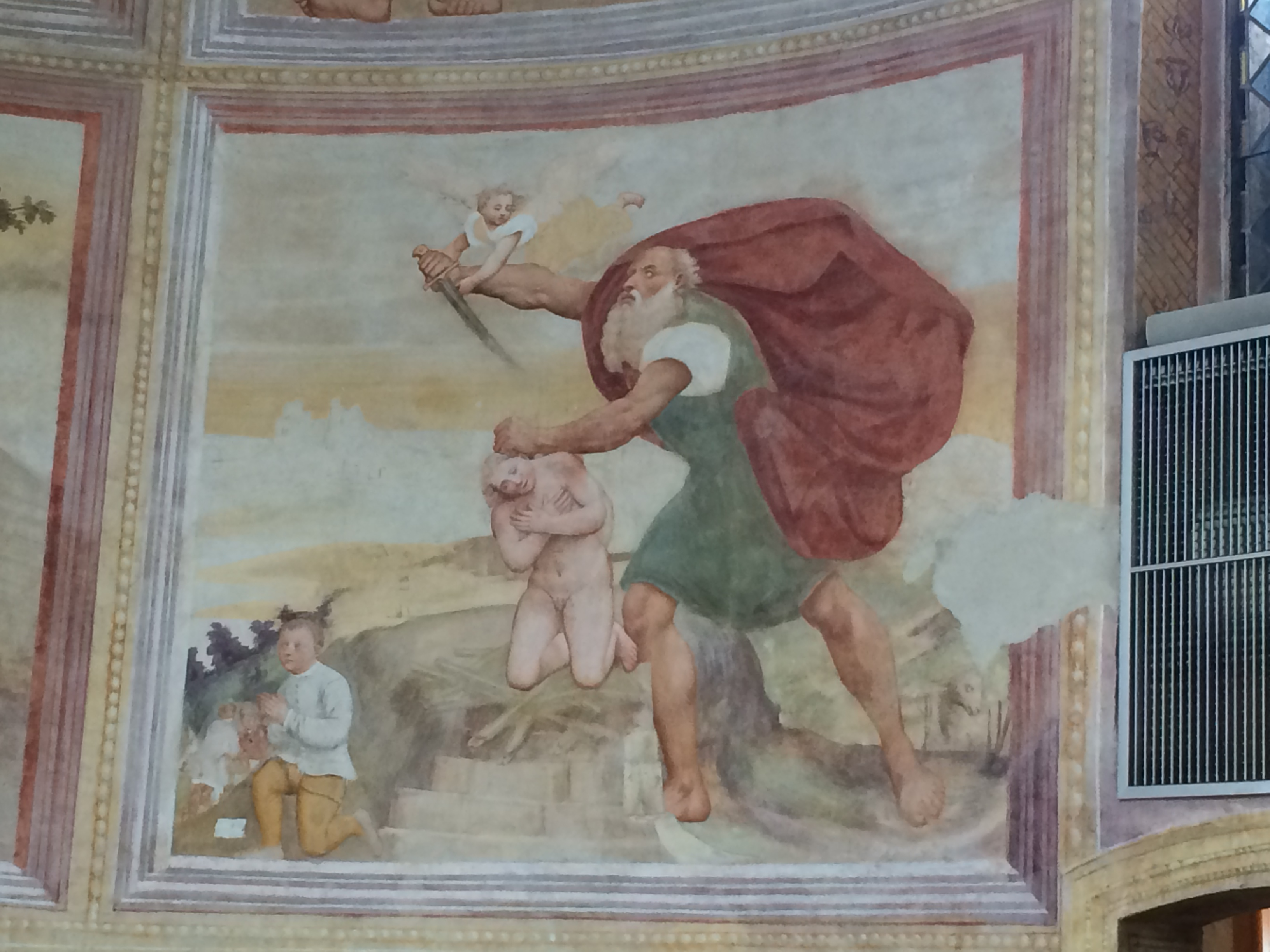
Giovanni Maria Zaffoni, Sacrificio di Isacco